# George Rumpel
George Hilborn Rumple (Rumpel) (ur. 19 września 1901 w Kitchener, zm. 15 października 1983 w Ponte Vedra Beach) – kanadyjski zapaśnik walczący w stylu wolnym. Olimpijczyk z Paryża 1924, gdzie zajął ósme miejsce w wadze lekkociężkiej.

## Letnie Igrzyska Olimpijskie 1924
| Konkurencja      | Rundy eliminacyjne | Rundy eliminacyjne    | Turniej o srebrny medal | Klas. końcowa |
| Konkurencja      | Przeciwnik I       | 1/4                   | Przeciwnik I            | Miejsce       |
| ---------------- | ------------------ | --------------------- | ----------------------- | ------------- |
| 87 kg styl wolny | J. Baillot (FRA) Z | John Spellman (USA) P | Walter Wilson (GBR) P   | 8.            |